# Kościół pw. św. Jadwigi w Dłużcu
Kościół św. Jadwigi w Dłużcu – zabytkowy, późnogotycki, rzymskokatolicki kościół filialny w Dłużcu w województwie dolnośląskim, powiecie lwóweckim, gminie Lwówek Śląski. Cenny zabytek sakralny regionu, o metryce sięgającej przełomu XIII i XIV wieku. Świątynia należy do dekanatu Lwówek Śląski diecezji legnickiej.

## Informacje
Kościół usytuowany jest w środkowej części wsi Dłużec, na wzniesieniu po północnej stronie drogi, w otoczeniu rozproszonej zabudowy mieszkalno-gospodarczej. Otoczony jest kamiennym murem, przy którym od strony północnej znajduje się cmentarz. Do świątyni prowadzi kruchta od strony południowej.
Pierwsza świątynia istniała w tym miejscu najprawdopodobniej już w XIII wieku. Obecny kościół został wzniesiony około 1500 roku, jako filialny obiekt parafii w pobliskiej Sobocie. W XVIII wieku dobudowano aneks i kruchtę, zaś w XIX wieku przeprowadzono prace konserwatorskie. W okresie wojny dwa z trzech znajdujących się wówczas dzwonów zostały wywiezione do NiemiecZnaczniejszy remont miał miejsce w roku 1967. W 1978 wymieniono poszycie dachowe z ceramicznego na blaszane.

### Architektura
Kościół wzniesiono z łamanego kamienia piaskowcowego z użyciem ciosów piaskowcowych w narożach. Do budowy użyto gruboziarnistej zaprawy wapiennej. Portale, obramienia okienne i żebra sklepienne wykonano z piaskowca. Dachy pokryte są malowaną blachą cynkową. Posadzki w prezbiterium są ceramiczne, a w pozostałej części – piaskowcowe.
Kościół jest jednonawowy, z prostokątnym korpusem i kwadratowym prezbiterium. Od północy przylega do niego zakrystia oraz prostokątny aneks z dwoma pomieszczeniami, natomiast od południa znajduje się kruchta. Nad nawą i prezbiterium wznosi się jednolity dach czterospadowy, nad zakrystią i nad aneksem – dachy pulpitowe, a nad kruchtą – dach dwuspadowy. Na dachu nawy wznosi się sygnaturka z ośmiobocznym trzonem, zwieńczona ostrosłupowym hełmem.
Elewacje artykułowane są otworami okiennymi i drzwiowymi. Narożniki kościoła oblicowane są nieregularnymi ciosami. Południowa elewacja jest sześcioosiowa, z portalem kruchty o prostokątnych ościeżach i łuku segmentowym, nad którym w trójkątnym szczycie widnieje owalne okno. Okna mają różnorodne formy: segmentowe, ostrołukowe oraz prostokątne, w metalowych i drewnianych ramach z zasuwami.

### Wnętrze i wyposażenie
Wnętrze kościoła jest zróżnicowane architektonicznie. W nawie znajdują się dwa ośmioboczne filary, między którymi rozpięta jest półkolista arkada. Sklepienie krzyżowo-żebrowe występuje w prezbiterium i zakrystii, z żebrami na krępych konsolach i kolistym zwornikiem. W kruchcie i aneksie północnym znajdują się podsufitki ze stropami i fasetami. Wyposażenie obejmuje: późnogotyckie sakramentarium przyścienne; barokowy, drewniany ołtarz główny; kamienną chrzcielnicę, ambonę i emporę, barokowe organy umieszczone na chórze, mechanizm zegarowy na poddaszu.

### Otoczenie
Kościół otacza mur z kamienia łamanego, na którym znajdują się tablice pamiątkowe, w tym jedna upamiętniająca fundatora świątyni. Na terenie przykościelnym znajduje się niewielki, zapuszczony cmentarz, na którym spoczywają zarówno mieszkańcy Dłużca, jak i pobliskich miejscowości. W pobliżu kościoła znajdują się dwa grobowce rodziny Hoffmanów z 1717 roku, a także rodzin Hübner i Vogt.